# Indywidualne Mistrzostwa Wielkiej Brytanii na Żużlu 1982
Indywidualne mistrzostwa Wielkiej Brytanii na żużlu – cykl turniejów żużlowych mających wyłonić najlepszych żużlowców brytyjskich w 1982 roku. Tytuł wywalczył Andy Grahame z Belle Vue Aces. 

## Wyniki

### Półfinał pierwszy
- 14 maja 1982 r. (piątek),  Londyn - Hackney

| Msc. | Zawodnik         | Klub              | Pkt |  |  |
| ---- | ---------------- | ----------------- | --- |  |  |
| 1    | Les Collins      | Leicester Lions   | 15  |  |  |
| 2    | John Louis       | Halifax Dukes     | 12  |  |  |
| 3    | Dave Jessup      |                   | 11  |  |  |
| 4    | Michael Lee      | King’s Lynn Stars | 11  |  |  |
| 5    | Paul Woods       |                   | 10  |  |  |
| 6    | Mike Ferreira    |                   | 9   |  |  |
| 7    | Kevin Jolly      |                   | 9   |  |  |
| 8    | Chris Morton     | Belle Vue Aces    | 8   |  |  |
| 9    | Gordon Kennett   |                   | 7   |  |  |
| 10   | Sean Willmott    |                   | 7   |  |  |
| 11   | Colin Richardson |                   | 5   |  |  |
| 12   | Colin Cook       |                   | 4   |  |  |
| 13   | Kevin Smith      |                   | 4   |  |  |
| 14   | Robert Henry     |                   | 3   |  |  |
| 15   | Roger Johns      |                   | 3   |  |  |
| 16   | Derek Harrison   |                   | 2   |  |  |

Awans: 8 do finału

### Półfinał drugi
- 14 maja 1982 r. (piątek),  Birmingham

| Msc. | Zawodnik         | Klub                   | Pkt |  |  |
| ---- | ---------------- | ---------------------- | --- |  |  |
| 1    | Alan Grahame     | Cradley Heath Heathens | 13  |  |  |
| 2    | Kenny Carter     | Halifax Dukes          | 12  |  |  |
| 3    | Andy Grahame     | Birmingham Brummies    | 12  |  |  |
| 4    | Phil Collins     | Cradley Heath Heathens | 12  |  |  |
| 5    | Malcolm Holloway |                        | 11  |  |  |
| 6    | Peter Collins    | Belle Vue Aces         | 9   |  |  |
| 7    | Simon Wigg       | Weymouth Wildcats      | 9   |  |  |
| 8    | John Davis       | Poole Pirates          | 8   |  |  |
| 9    | Melvyn Taylor    |                        | 8   |  |  |
| 10   | Mark Courtney    |                        | 7   |  |  |
| 11   | Steve Bastable   | Swindon Robins         | 6   |  |  |
| 12   | Ian Cartwright   |                        | 5   |  |  |
| 13   | Dave Morton      | Sheffield Tigers       | 2   |  |  |
| 14   | Rob Hollingworth |                        | 2   |  |  |
| 15   | Malcolm Simmons  | Wimbledon Dons         | 2   |  |  |
| 16   | Neil Collins     | Leicester Lions        | 1   |  |  |

Awans: 8 do finału

### Finał
- 2 czerwca 1982 r. (środa),  Coventry

| Msc. | Zawodnik         | Klub                   | Pkt |             |  |
| ---- | ---------------- | ---------------------- | --- | ----------- |  |
| 1    | Andy Grahame     | Birmingham Brummies    | 14  | (3,3,3,3,2) |  |
| 2    | Alan Grahame     | Cradley Heath Heathens | 13  | (3,2,2,3,3) |  |
| 3    | Kenny Carter     | Halifax Dukes          | 12  | (2,3,3,2,3) |  |
| 4    | Phil Collins     | Cradley Heath Heathens | 11  | (1,1,3,2,3) |  |
| 5    | Chris Morton     | Belle Vue Aces         | 10  | (3,1,3,2,1) |  |
| 6    | Peter Collins    | Belle Vue Aces         | 10  | (0,3,1,3,2) |  |
| 7    | Les Collins      | Leicester Lions        | 9   | (0,2,2,2,3) |  |
| 8    | Dave Jessup      |                        | 8   | (d,2,0,3,3) |  |
| 9    | Michael Lee      | King’s Lynn Stars      | 7   | (3,1,1,2,0) |  |
| 10   | Paul Woods       |                        | 6   | (2,1,1,0,2) |  |
| 11   | Mike Ferreira    |                        | 6   | (1,0,2,1,2) |  |
| 12   | John Davis       | Poole Pirates          | 5   | (0,0,1,3,1) |  |
| 13   | Simon Wigg       | Weymouth Wildcats      | 4   | (1,2,0,0,1) |  |
| 14   | Malcolm Holloway |                        | 3   | (1,1,0,1,0) |  |
| 15   | Kevin Jolly      |                        | 2   | (1,0,1,0,0) |  |
| 16   | John Louis       | Halifax Dukes          | 0   | (0,0,0,d,d) |  |